# Yasuhito Tomita
Yasuhito Tomita (japanisch 富田 康仁 Tomita Yasuhito; * 18. April 1990 in der Präfektur Aichi) ist ein ehemaliger japanischer Fußballspieler.

## Karriere
Tomita erlernte das Fußballspielen in der Schulmannschaft der Yokkaichi Chuo Technical High School und der Universitätsmannschaft der Hokuriku-Universität. Seinen ersten Vertrag unterschrieb er 2013 bei Zweigen Kanazawa. Der Verein spielte in der dritthöchsten Liga des Landes, der Japan Football League. Am Ende der Saison 2013 stieg der Verein in die J3 League auf. 2014 wurde er mit dem Verein Meister der J3 League und stieg in die J2 League auf. Für den Verein absolvierte er 40 Ligaspiele. 2018 wechselte er zum Drittligisten Azul Claro Numazu. Für den Verein absolvierte er 26 Ligaspiele. Ende 2018 beendete er seine Karriere als Fußballspieler.